# Ernst Behr (Unternehmer)
Ernst Wilhelm Julius Behr (* 15. August 1869 in Köthen; † 14. März 1934 in Kōbe) war ein deutscher Kaufmann und Unternehmer, der von Japan aus eine erfolgreiche Geschäftstätigkeit führte.

## Leben und berufliche Entwicklung
Ernst Wilhelm Julius Behr wurde am 15. August 1869 als Sohn des Kaufmanns und Spirituosenfabrikanten Wilhelm Behr in Köthen geboren. Hier besuchte er das Ludwigsgymnasium und schloss es 1888 erfolgreich ab. Anschließend meldete er sich freiwillig zum Infanterieregiment in Halle/Saale und leistete hier seinen Militärdienst. Danach nahm er ein Studium der Rechtswissenschaften an der Universität Halle auf. Hier kam er das erste Mal in direkte Berührung mit Japan, denn die Universität unterhielt wissenschaftliche Beziehungen zu Partnern und Wissenschaftseinrichtungen in Japan. Nach dem Abschluss seines Studiums absolvierte er noch eine kaufmännische Ausbildung. Eine feste Anstellung erhielt er nach Abschluss der kaufmännischen Lehre in der Hamburger Firma Winckler & Co.

## Berufliche und unternehmerische Tätigkeit in Japan
Nach recht kurzer Beschäftigungszeit wurde er in der japanischen Niederlassung der Firma Winckler & Co. in Kōbe eingesetzt. Hier lernte er das Leben und die kaufmännischen Gepflogenheiten in Japan kennen. Da Ernst Behr mit diesen Rahmenbedingungen recht gut zurechtkam, übernahm er die Leitung der Niederlassung in Kōbe als Gesellschafter. In dieser Zeit hielt er den Kontakt zu einem Vetter seines Vaters, der als Prokurist der Hamburger Ostasienfirma E. & A. Hasche ebenfalls in Japan geschäftlich tätig war. Im Jahre 1897 wechselte Behr in die ebenfalls in Kobe tätige Versicherungsgesellschaft Becker & Co. In dieser Position wurde er 1901 Mitglied der Deutschen Gesellschaft für Natur- und Völkerkunde Ostasiens (OAG).
Am 2. Juni 1904 heiratete Ernst Behr die Anglo-Japanerin Gladys Mabel Aki Nishikawa (1883–1954). Aus dieser Ehe gingen drei Söhne hervor. Nach Absolvierung der Schulausbildung in Japan schickte er all seine Söhne zur Berufsausbildung nach Deutschland. Während Alfred und Hugo anschließend in Deutschland blieben, kehrte Victor Behr nach Japan zurück und nahm hier eine Beschäftigung bei der Firma M. Raspe & Co. auf.
Im Jahre 1904 wurde Ernst Behr bei der mit dem japanischen Markt bereits recht erfahrenen Gesellschaft für Seerecht und Seeversicherungen, der Firma M. Raspe & Co., tätig. Zu den Kunden dieser Firma zählten vorrangig in Deutschland ansässige Unternehmen, die einen Teil ihrer Produktion nach Japan exportierten. Dazu gehörten unter anderem die Eisengießerei A. L.Riediger Berlin, die Maschinenfabrik Sangerhausen, das Unternehmen für Militärausrüstungen August Loh & Söhne AG Berlin und die Vereinigte Maschinenfabrik Augsburg. Kurze Zeit darauf erhielt er hier Prokura. In diesen Jahren hatte er sich bereits zu einem angesehenen Mitglied der deutschen Kōbe-Gemeinschaft entwickelt. So wurde er erstmals für den Zeitraum von 1920 bis 1922 als Präsident des 1898 gegründeten Concordia-Clubs Kōbe gewählt. In dieser Position wurde ihm 1921 die Ehre zuteil, Albert Einstein und dessen Frau, die sich auf einer Dienstreise befanden, in Japan begrüßen zu dürfen. Von 1925 bis 1927 wurde er erneut zum Präsidenten des Concordia-Clubs gewählt. In den Jahren von 1928 bis 1932 war Behr Vizepräsident der Internationalen Handelskammer von Kōbe und 1933 ihr Präsident.
Aufgrund einer schweren Erkrankung musste er 1934 alle Ämter aufgeben und verstarb kurze Zeit danach am 14. März in Kobe. In einem würdigenden Nachruf vom 22. Juli 1934 hob die Deutsche Gesellschaft für Natur- und Völkerkunde Ostasiens hervor, dass er „seine Erfahrungen und Arbeitskraft jederzeit in den Dienst der deutschen Sache“ stellte und dadurch ein „allseitig geachteter Japan-Deutsch(er)“ war.